# Frej
För andra betydelser, se Frej (olika betydelser).

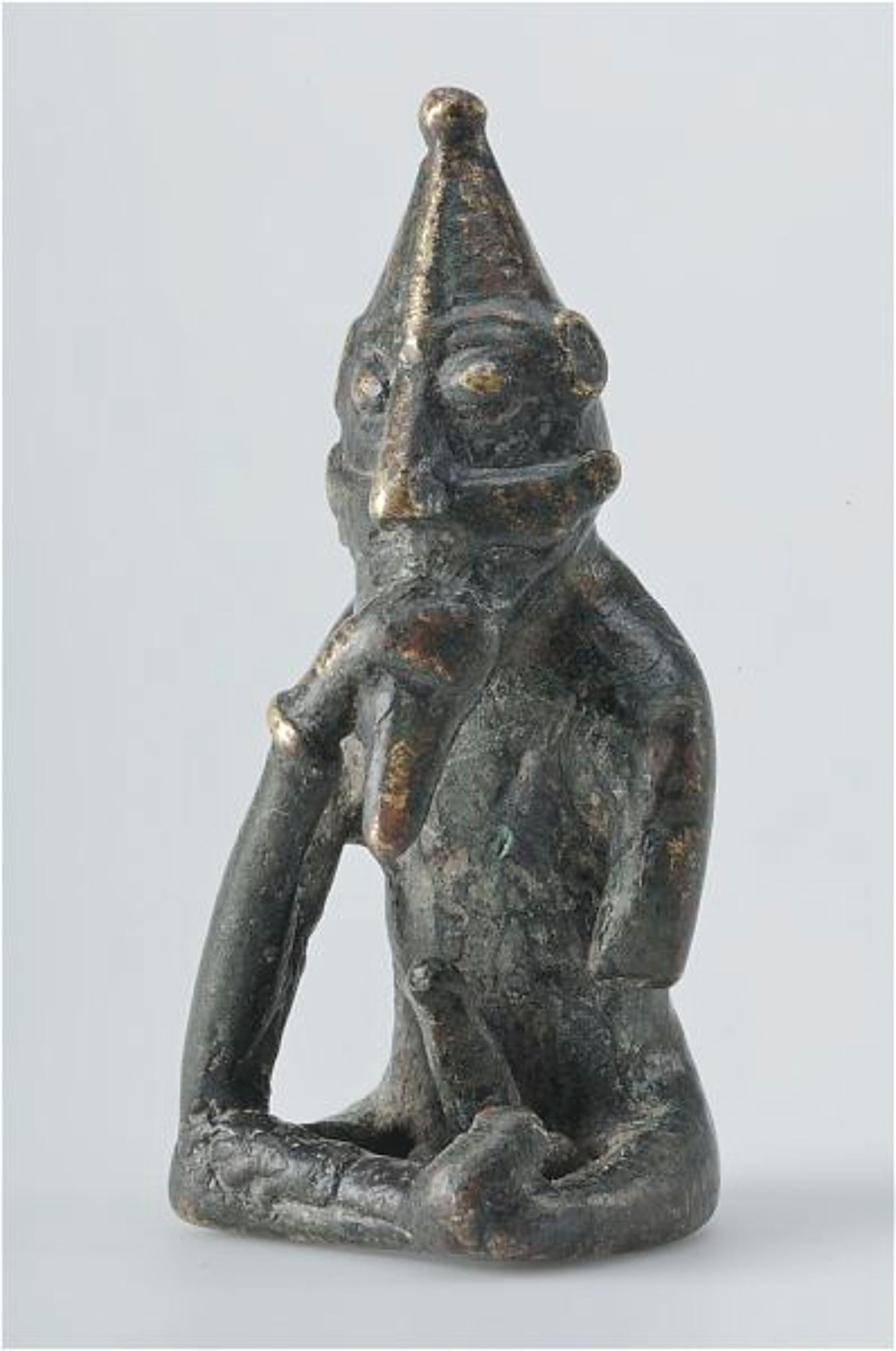
Statyett med tydlig fallos som anses föreställa Frej ("Rällinge-statyetten"). Daterad till 1000-talet, funnen i Rällinge i Sverige.

Frej, Frö eller Frey (isländska. Freyr, fornsvenska Frø) är en fruktbarhetsgud i nordisk mytologi. Frej är son till Njord, bror till Freja och far till Fjölner med jättinnan Gerd.

## Etymologi
I Gesta Danorum kallas Frej för Frø, vilket även är det fornnordiska ordet för "frö". Därför tolkas ibland flera ortnamn som bär prefixet "Frö-" som platser som refererar till guden. I vissa fall så är det dock oklart om vissa av dessa ortnamn faktiskt refererar till Frej eller fruktbarhet och/eller frön i allmänhet. Detta bör det också påpekas behöver inte utesluta det ena eller det andra då ordet "Frej" är nära etymologiskt besläktat med ordet "frö". "Frö" som en benämning på guden betyder "herre", liksom det nordiska "Freyr" gör, och är en epitet som enligt Snorre skulle ha kommit från gudanamnet vilket den etymologiska kopplingen gör någorlunda stöd för: Det urnordiska ursprungsordet rekonstrueras antingen som "Fraujaz" eller "Frauwaz" och finns i saxiska som frao och frōio, i gotiskan som frauja och fornengelskan som frēa. "Fraujaz" eller "Frauwaz" ligger nära den germanska roten fraiwa-. Under senare medeltid har den manliga formen av epiteten (liksom drott) blivit förlegad och fallit ur bruk.   
Lingvistiskt kan man se en generell språkutveckling från den urnordiska diftongen "au", som återfinns på runstenar som ᛅᚢ (vilket kan utläsas som "au", "aw" eller "ey" beroende på kontext), till "ey" i isländskan och "ø" i de skandinaviska språken för att sedan utvecklas till "ö" i svenskan. Även gamla ortsnamn följer denna språkliga utvecklingsbana. Den svenska stavningsformen "Frej" är möjligen en svensk stavningsvariant av isländskans "Freyr" som kom av de ökade intresset för, och ökad tonvikt vid, den isländska sagolitteraturen i samband med den tidiga nationalromantiska eran, med tongivande profiler som Erik Gustav Geijer och det Götiska förbundet. Om namnet hade utvecklats helt organiskt i svenska språket torde det, med tanke på den generella språkutvecklingen, idag ha stavats "Frö".

## Frej i nordisk mytologi
Frej bor i riket Alfhem (Álfheimr), (Alvernas rike) Ljusalvernas rike). Hans skepp Skidbladner (Skíðblaðnir), byggt av Ivaldesönerna, kan segla på land, har alltid medvind och går att vika ihop. Han äger galten Slidrugtanne (Slíðrugtanni) eller Gyllenborste (Gullinborsti), som kan springa på land eller luft bättre än någon häst, samt hästen Blodighove (Blóðughófi). Han har två namngivna tjänare: Byggve och Bejla (Byggvir och Beyla) som förknippas med skörden. 
Frej tillhörde liksom sin syster och far vanerna, men bodde hos asarna som fredsgisslan efter kriget mellan de båda gudagrupperna. Att hans boning dessutom heter Alfhem tyder på ett samband mellan vaner och alver; båda är dessutom förknippade med fruktbarheten. Jämte Oden och Tor var han främst i kulten. Frej nedgörs av jätten Surt under Ragnarök med hans brinnande svärd.

### Frej och Gerd
I nedtecknade skrifter framträder Frej mycket sparsamt - den mest framträdande berättelsen är den om honom och Gerd. Snorre beskriver honom som skön, kraftfull och barmhärtig, och kallar honom veraldar guð - "världens gud" och Gerd som "en strålande vacker mö". På Skirners initiativ sänder Frej sitt självkämpande svärd Skräpp och sin häst till Jotunheim, jättarnas land, för att fria till Gerd, men gåvorna avvisas av jättinnan. Först när Skirner hotar henne med förbannelser accepterar hon att möta Frej vid Barrö efter nio nätter.

### Yngve-Frej
Frej omnämns också som stamfader till den svenska kungaätten Ynglingaätten och kallas då för Yngve-Frej av Snorre, vilket antyder att Yngve eller Yngvi kan ha varit ett äldre namn på Frej. Möjligen kan en sådan kung ha existerat, och utgjort någon sorts grund för myten om Frej, men om guden Frej eller kungen Yngve är den mest reella av de båda kan man idag inte reda ut historievetenskapligt. 

### Kristna källor
Adam av Bremen uppger att Oden, Tor och Frej (kallad Fricco, möjligen från saxiskans "frōio") hade var sin bild i templet i Uppsala. Adam hade fått sin information i andra hand från kristna resenärer, själv satte han aldrig sin fot i Uppsala. Som fruktbarhetsgud framställdes Frej ofta med framträdande fallos (cum ingenti priapo enligt Adam). Fallosfigurer i Skandinavien är ett bevisat faktum, både under vikingatiden, men även från bronsåldern. I kulten ingick sånger och handlingar som upprörde samtida kristna, de fördömde kulten som oanständig.[källa behövs]

## Kultplatser
Frej (i formen "Frö") har gett namn till Frösön i Jämtland (där det finns bevis för en helgedom vars fynd tyder på att den troligen var tillägnad guden) och många andra svenska orter som Frölunda, Frötuna och Frösåkers härad, samt Kultplatsen i Frostbrunnsdalen.